# Zalaerdőd
Zalaerdőd là một thị trấn thuộc hạt Veszprém, Hungary. Thị trấn này có diện tích 17,69 km², dân số năm 2010 là 260 người, mật độ 15 người/km².